# Witów (Kościelisko)
Witów ist ein Dorf in der Landgemeinde Kościelisko im Powiat Tatrzański in der Woiwodschaft Kleinpolen im Süden Polens in der historischen Region Podhale. Es liegt an der Woiwodschaftsstraße 958 und grenzt im Süden an den Tatra-Nationalpark. Das Dorf liegt im Vortatragraben sowie in den Gebirgszügen der Westtatra, Pogórze Gubałowskie und der Orawicko-Witowskie Wierchy ungefähr fünf Kilometer westlich von Zakopane und zwei Kilometer westlich von Kościelisko. Es ist ein Skiort am Fuße der Hohen Tatra mit einem großen Skigebiet und mehreren kleineren Skiliften. Im Ort beginnt durch Zusammenfluss der Gebirgsbäche Siwa Woda und Kirowa Woda der Fluss Czarny Dunajec.

## Sehenswürdigkeiten
Im Ort befindet sich eine gemauerte Marienkirche und eine Holzkirche der Heiligen Anna im Zakopane-Stil aus dem Beginn des 20. Jahrhunderts. Der Ort hat Anteil an der Westtatra, insbesondere liegen die Täler Dolina Lejowa und Dolina Chochołowska auf dem Gemeindegebiet. Im Gemeindegebiet liegen auch die höchsten Gipfel der polnischen Westtatra, unter anderem der Starorobociański Wierch, sowie des Pogórze Spisko-Gubałowskie, unter anderem Magura Witowska und Przysłop Witowski.

## Tourismus
Es geht in Witów ruhiger zu als in den benachbarten Skiorten Zakopane oder Kościelisko. Die touristische Infrastruktur ist gleichwohl gut ausgebaut. Im Ort beginnt ein ▬ grün markierter Wanderweg über die Alm Polana Chochołowska zur Schutzhütte Chochołowska-Hütte. In Witów sind auch mehrere Folklore-Gruppen tätig, unter anderem die Witowianie und Mali Witowianie, und es finden Folklorefeste statt, unter anderem Witowiańsko Watra und Święto Lasu.

### Wintersport
In Witów ist das Skigebiet Witów-Ski sowie mehrere kleinere Liftanlagen tätig.

## Panoramas

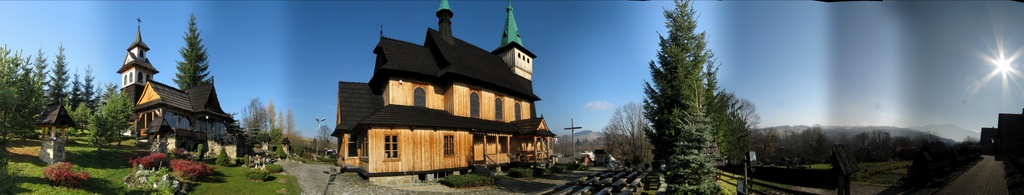
Marienkirche

## Galerie

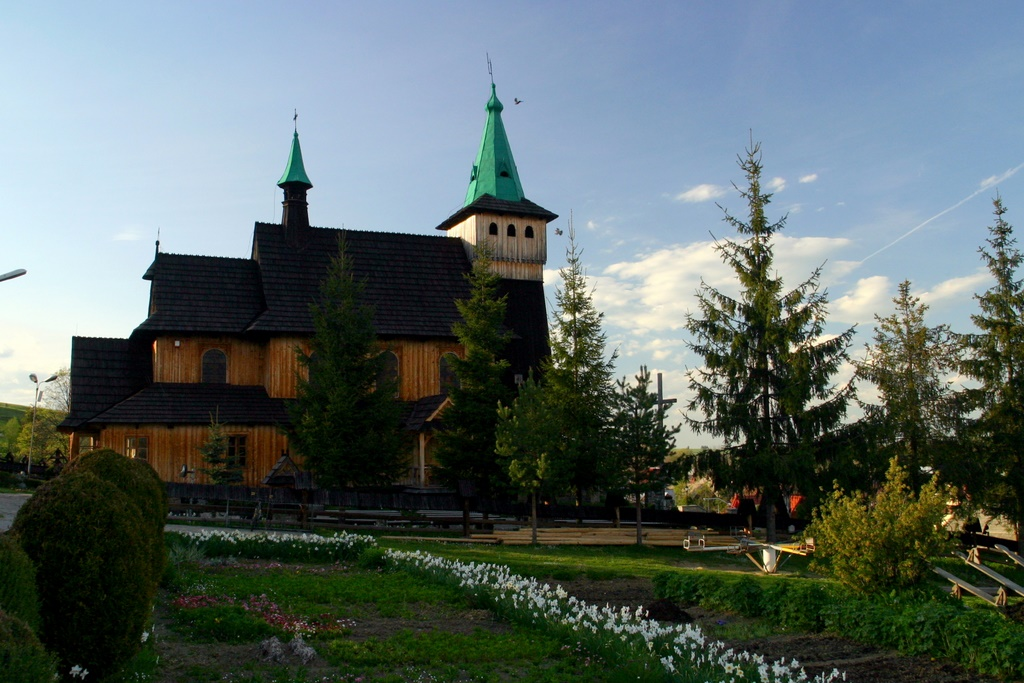
Marienkirche
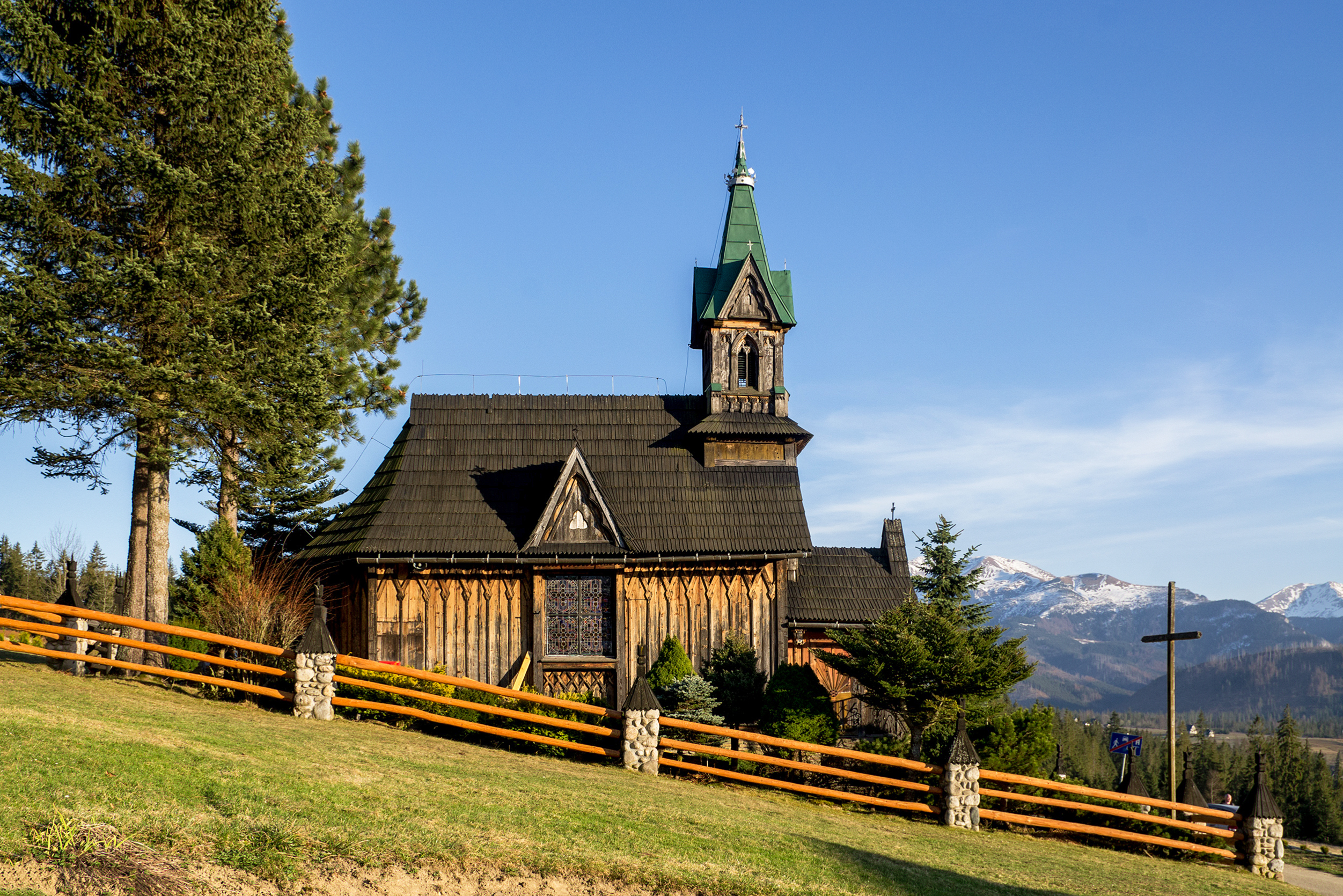
Annakirche
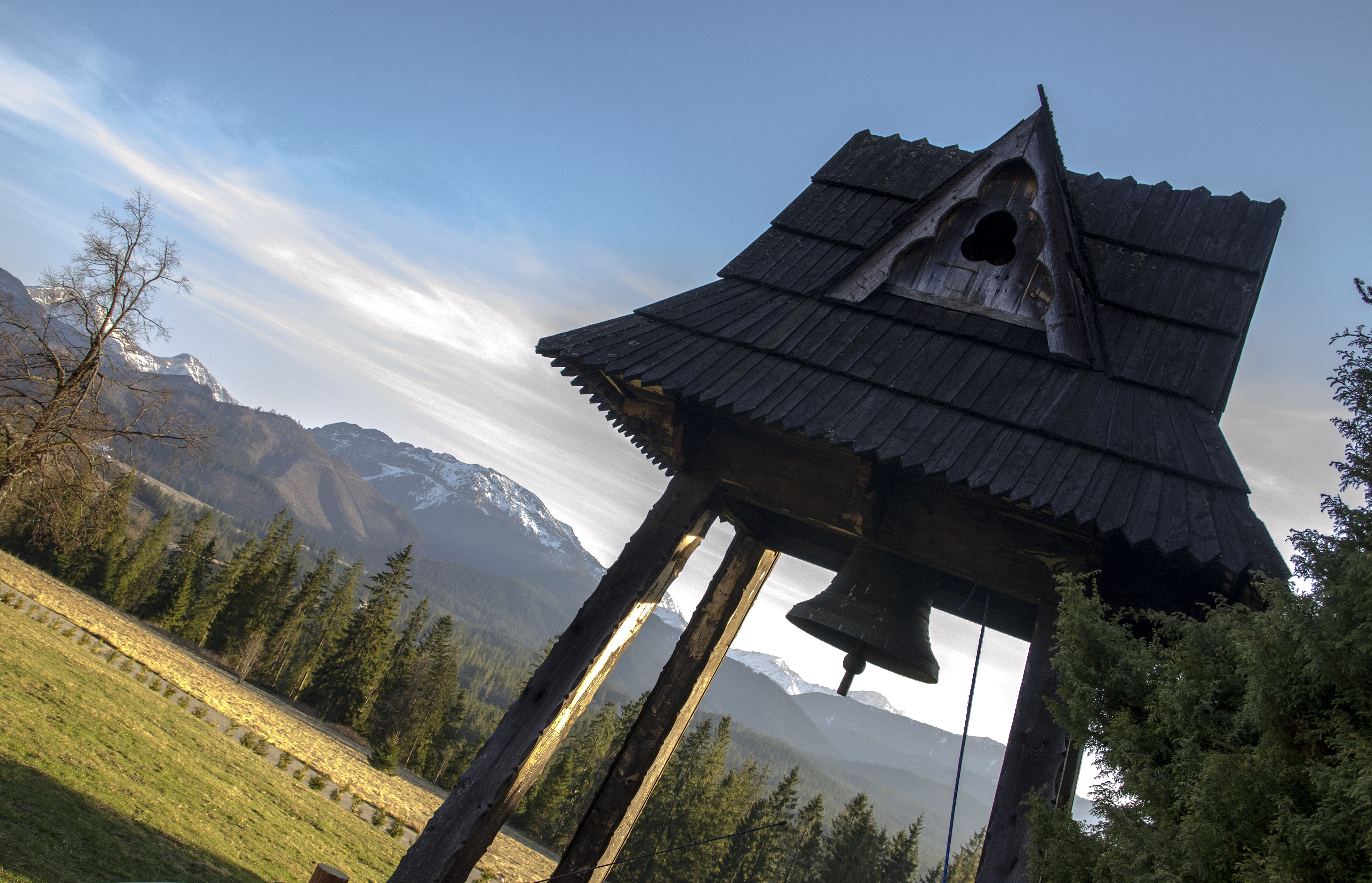
Westtatra
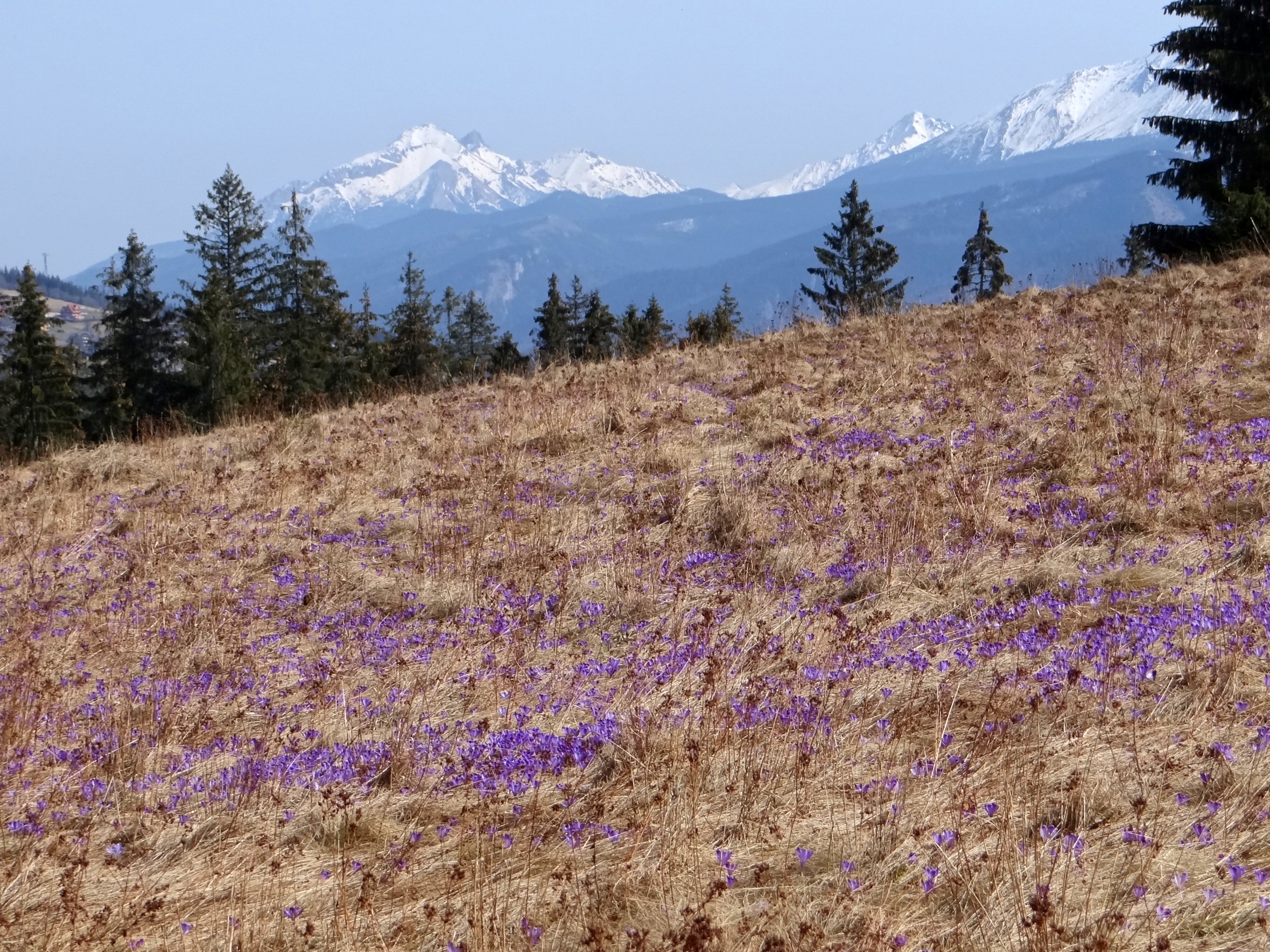
Krokusen
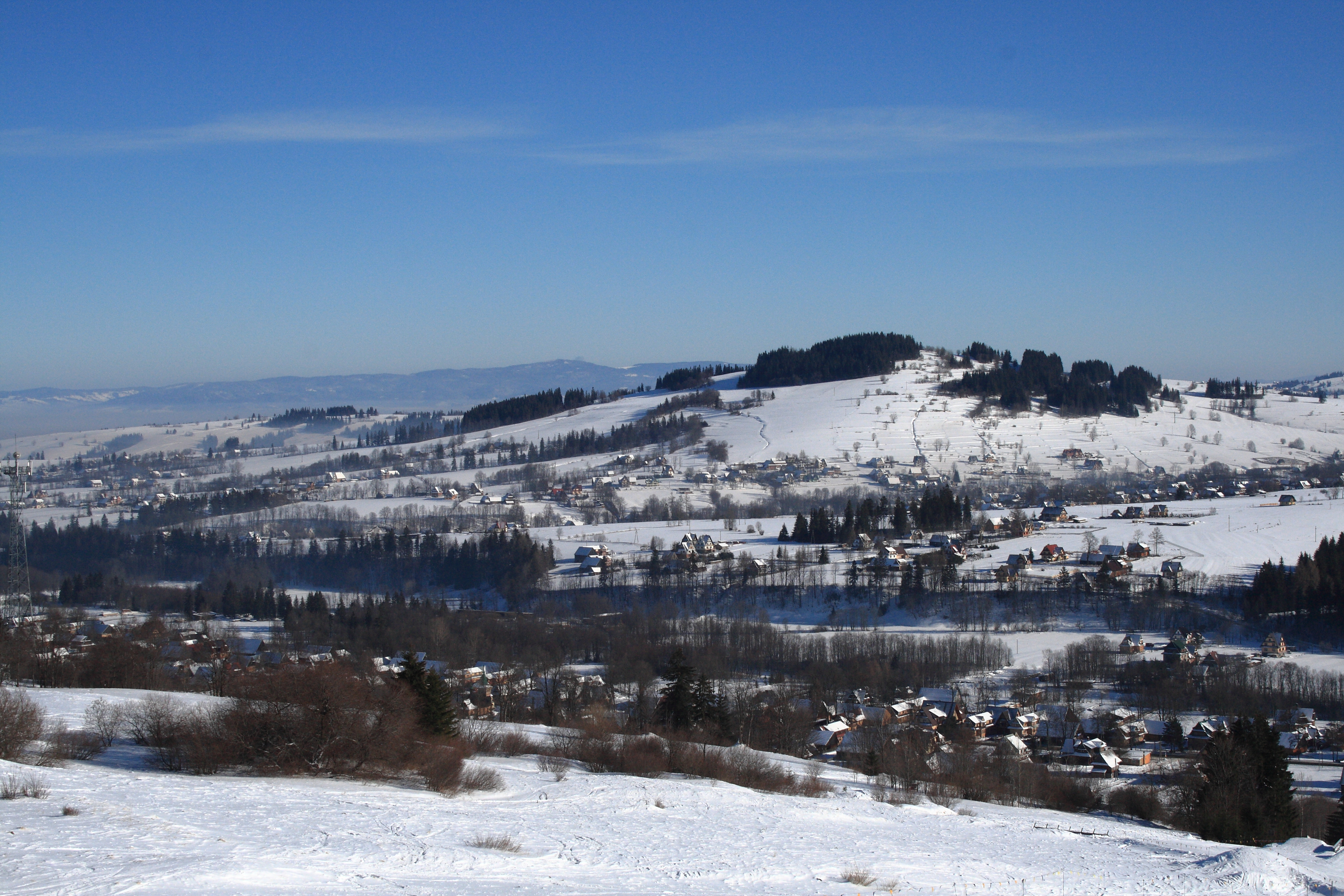
Streubesiedlung
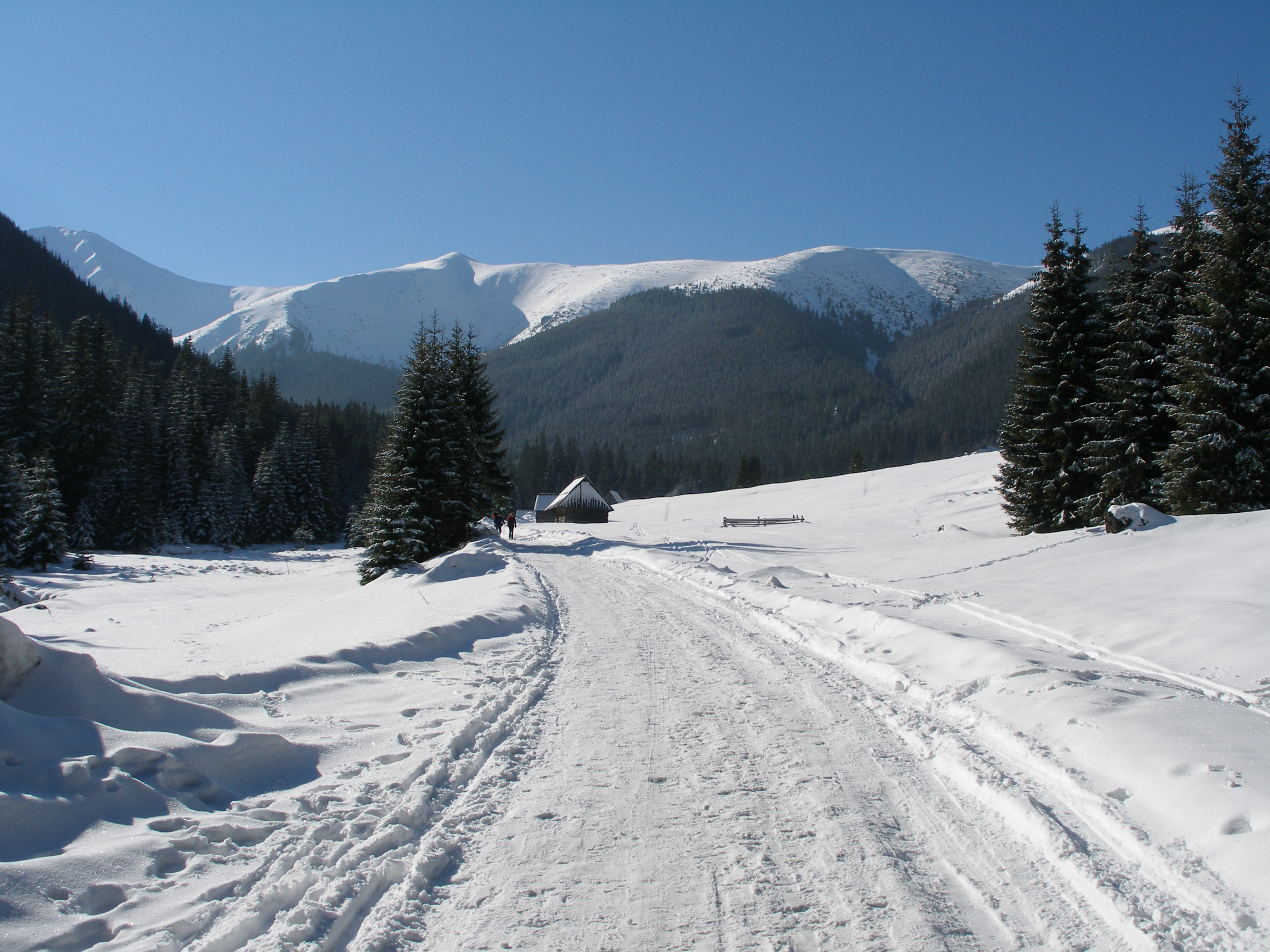
Winter